# Елеонора Луиза Гонзага
Вижте пояснителната страница за други личности с името Елеонора Гонзага.
Елеонора Луиза Гондзага (на италиански: Eleonora Luisa Gonzaga; * 13 ноември 1686, Гуастала, Херцогство Гуастала; † 16 март 1742, Падуа, Венецианска република) е италианска благородничка от род Гонзага.

## Произход
Дъщеря е на Винченцо Гонзага (1634 – 1714), херцог на Гуастала, и Мария Витория Гонзага (1659 – 1707). Има двама братя:
- Антонио Феранте (* 1687, † 1729) херцог на Гуастала, съпруг на Маргарита Цезарини и на Теодора фон Хесен
- Джузепе Мария (* 1690, † 1746), херцог на Гуастала, съпруг на Елеонора фон Холщайн

## Биография
Омъжва се против волята си на 21 години на 14 юли 1709 г. във Флоренция за 50-годишния бивш кардинал Франческо Мария де Медичи (1660 – 1711), син на Фердинандо II де Медичи – велик херцог на Тоскана, и брат на великия херцог Козимо III де Медичи. Той е невероятно затлъстял и болен и бракът е да даде на стария Франческо, родословие, което да гарантира запазването на великото херцогство в семейство Медичи. Младата булка се съгласява да спи с него едва след дълго настояване от страна на семейството и изповедниците си, но това не води до желаните резултати, предвещавайки неизбежното изчезване на династията. Епизодът е разказан от Уго Чити в пиесата Nero Cardinale, по-късно изпълнена от неговата театрална компания „Арка Адзура“ с Алесандро Бенвенути в главната роля.
След смъртта на съпруга си на 3 февруари 1711 г. Елеонора Луиза води нередовен живот, скитайки из Италия и извън нея. Описанието на нейните незаконни любовни връзки с нейните слуги и раждането й на извънбрачни деца заема страниците на различни таблоидни брошури и докладите на английския посланик Хорас Ман: от някакъв си Монсу Филипо тя е имала син Убалдо Велути с псевдоним Миньоне, ректор на колеж на Отците пиаристи в Рим. Друг неин извънбрачен син на име Франческо Баулас е бил роден от някой си Пиер Мария Матераси, известен като Моника. По-късно Баулас става кармелитски монах и вероятно се самоубива през 1765 г. Тя е имала още две извънбрачни деца с неизвестни имена от други свои любовници. Сериозни документи, потвърждаващи тези слухове, така и не са открити. Гаетано Пиерачини в монументалната си творба La stirpe dei Medici di Cafaggiolo, въз основа на подробни сравнения между архивни документи, приписва двамата гореспоменати извънбрачни деца не на Елеонора Луиза, а на нейния съпруг Франческо Мария, която ги е имал доста от обикновената гражданка Тереза Росимани преди брака си, докато все още е бил кардинал.
Тя е трябвало да се омъжи за Филип фон Хесен-Дармщат през 1718 г., овдовял през 1714 г., но сватбата е отложена в последния момент.
Със завещателни разпоредби тя оставя личните си активи на Франц I от Лотарингия, велик херцог на Тоскана.
Изживява последните си години в Падуа, където, напълно обезумяла, умира през 1741 г. Погребана е в базилика „Сант Антонио“ в параклиса на блажения Лука.